# ロイヤル・オマーン・ポリス・スタジアム
ロイヤル・オマーン・ポリス・スタジアム（アラビア語: ملعب الشرطة السلطانية العُمانية、英語: Royal Oman Police Stadium）は、オマーンの首都マスカットにある多目的スタジアムである。

## 概要
収容人数は15,000人。主にサッカーの試合に用いられる。現在、オマーンリーグに所属するオマーンFCがホームスタジアムとして使用している。
名前の通り、王立オマーン警察の管轄下にある。サッカーオマーン代表のホームスタジアムとしても利用されており、2010 FIFAワールドカップ・アジア予選では、2008年6月7日にこのスタジアムでサッカー日本代表対オマーン代表の試合が行われている。

## 交通アクセス
マスカット国際空港より東にタクシーで約15-20分。